# Arcidiecéze Mérida-Badajoz
Arcidiecéze Mérida-Badajoz je římskokatolická metropolitní arcidiecéze ve Španělsku, jejíž sídlo je v Bajadozu, kde se nachází katedrála sv. Jana Křtitele, v Méridě je také konkatedrála P. Marie Větší. Současným arcibiskupem je od roku 2015 Mons. Celso Morga Iruzubieta.

## Církevní provincie
Jde o metropolitní arcidiecézi, jíž jsou podřízena tato sufragánní biskupství:
- Diecéze Coria-Cáceres
- Diecéze Plasencia

## Stručná historie
Diecéze v Bajadozu (antické sídlo Augusta Emerita, centrum lusitánské provincie) vznikla již ve 3. století a od 4. století byla metropolitní. Roku 714 bylo město dobyto Araby, a i když biskupská posloupnost pravděpodobne pokračovala, metropolitní práva přešla v roce 1120 na nově založenou diecézi compostelskou. Město Bajadoz bylo založeno nově Araby v roce 875 a vznikla v něm nová diecéze, která trvala do 10. století. Roku 1228 byl Bajadoz dobyt králem Alfonsem IX. Leónským v rámci reconquisty, a byla obnovena i diecéze Bajadoz, sufragánní vůči metropoli compostelské. V roce 1873 byla do názvu diecéze včleněna Mérida a diecéze se stala sufragánní vůči arcidiecézi sevillské. V roce 1994 byla povýšena na metropolitní arcidiecézi.